# Elizabeth Branwell

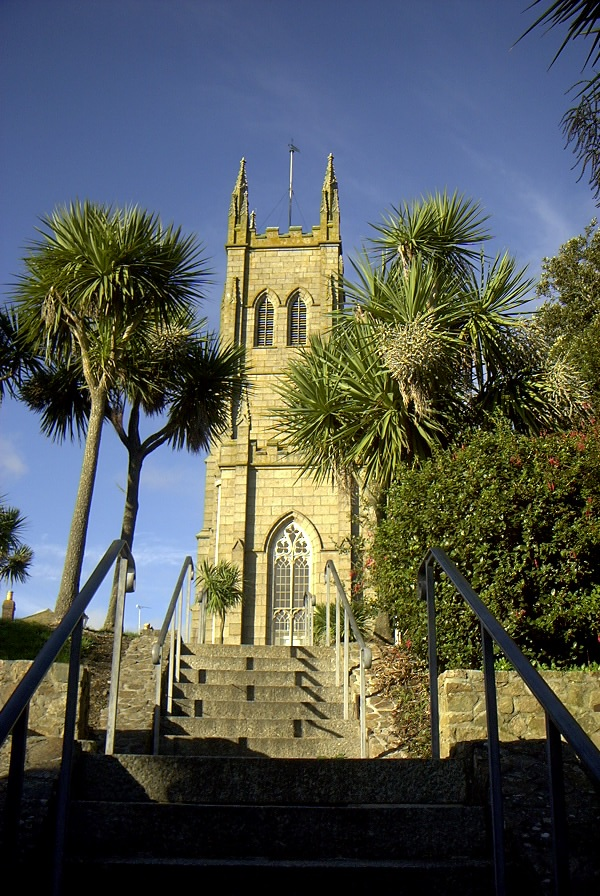
Église à Penzance, en Cornouailles, qu'Elizabeth Branwell quitta à la mort de sa sœur, en 1821, pour le rude climat du Yorkshire, pour s'occuper de ses nièces et de son neveu.

Elizabeth Branwell (née le 2 décembre 1776 à Penzance, en Cornouailles - morte le 29 octobre 1842 , à  Haworth, Yorkshire) est la sœur aînée de Maria Brontë, et la tante des enfants Brontë, dont Charlotte, Emily et Anne Brontë, qui comptent parmi les grands écrivains anglais du XIXe siècle.
Dès la mort de sa sœur, en 1821, elle vit au presbytère de Haworth pour s'occuper de la maisonnée, apprendre la couture et les tâches ménagères à ses nièces et les aider financièrement à l'occasion. Elle ne retournera jamais dans sa Cornouailles natale.

## Son rôle après la mort de sa sœur Maria
Après la mort de sa sœur Maria, le 15 septembre 1821, Elizabeth Branwell, qui n'est pas mariée, revient pour s'occuper de la maisonnée de son beau-frère, le révérend Patrick Brontë, quittant ainsi le confort de sa maison de Penzance, en Cornouailles, pour le rude climat d'un village du nord de l'Angleterre.
Elle déteste le climat de Haworth, au point de toujours entretenir un feu dans la cheminée de sa chambre au presbytère.
« Tante Branwell » (Aunt Branwell), ainsi qu'on l'appelle, a toujours eu l'intention de retourner chez elle à Penzance. Mais elle reste cependant à Haworth jusqu'à sa mort, s'occupant des enfants et de la maison.
Elle apprend aux filles Brontë la couture et l'ensemble des tâches ménagères. Elle fait également la lecture chaque jour à Patrick Brontë, dont la vue décline, et discute ensuite avec lui, autour d'un thé, des lectures du jour, n'hésitant pas à l'affronter lorsqu'elle n'est pas d'accord, comme le rapporte Ellen Nussey.
C'est elle qui finance par un prêt le séjour à Bruxelles de Charlotte et Emily, lorsque Charlotte, souhaitant fonder une école pour jeunes filles, comprend la nécessité de parfaitement connaître le français. À cette époque, en effet, son enseignement est un élément important de l'éducation d'une jeune dame visant à maîtriser les accomplishments, ces talents d'agrément indispensable à une maîtresse de maison de la bonne société. 
L'héritage qu'elle laisse rétablit la situation financière des filles Brontë et permet, en particulier, la publication à compte d'auteur des Poèmes des trois sœurs en 1846. Branwell, lui, hérite l'assortiment de boîtes japonaises laquées de sa tante, et écrit, après la mort de cette dernière qu'elle a été « le guide des jours heureux de mon enfance ».

## Personnalité

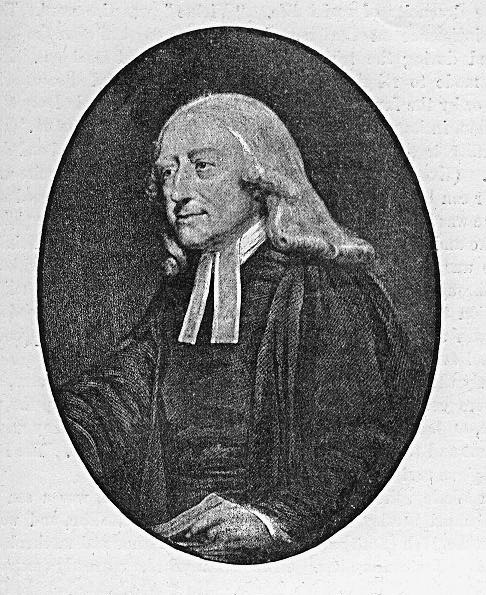
John Wesley, fondateur du Méthodisme.

### Apparence
Comme sa sœur Maria et, d'ailleurs, sa nièce Charlotte, Elizabeth Branwell est une toute petite femme. Toujours vêtue de soie, avec un bonnet passé de mode d'où dépassent sur le front des boucles d'un auburn clair, comme le rapporte Ellen Nussey, la grande amie de Charlotte Brontë qui vient au presbytère en 1833. Elle regrette la vie sociale active et gaie qu'elle a connue à Penzance.
On la décrit comme aimant priser — et aimant à choquer ses invitées en leur offrant une prise de son tabac — plutôt vieux jeu dans ses attitudes. mais douce et enjouée, plutôt encline à respecter une stricte étiquette, veillant jalousement à l'éducation religieuse et morale des enfants, particulièrement méticuleuse dans ses tenues toujours amidonnées et repassées avec le plus grand soin. 
Petit détail : elle porte en toutes saisons de gros sabots à semelle épaisse la protégeant du froid qu'elle redoute tant, sabots qui résonnent bruyamment sur les grandes dalles de pierre, et dont les allées et venues claquent au-dessus de la salle à manger lorsqu'elle est dans sa chambre de l'étage, ce qui a pour effet d'amuser mais aussi de beaucoup agacer la maisonnée, sans que l'on ose jamais s'en plaindre ouvertement à l'intéressée.

### Caractère
Tante Branwell sait aussi défendre ses points de vue avec vigueur, voire, quand elle le juge utile, se montrer inflexible et ne s'en laissant pas compter. C'est une personne généreuse, qui a sacrifié sa vie pour ses nièces et son neveu, sans jamais chercher à se marier, sans non plus revoir les siens restés en Cornouailles. 
Très religieuse, Méthodiste ardente, elle est respectée plutôt que véritablement aimée par les enfants Brontë. Le seul des enfants Brontë qui semble avoir eu pour elle une véritable affection est Branwell qui la pleure après sa mort.
Sa rigueur morale, son sens très Wesleyien de l'amélioration personnelle par l'effort et l'étude, n'ont qu'une influence toute relative sur la famille Brontë, à l'exception peut-être d'Anne, dont les œuvres reflètent le souci moral et éducatif de Aunt Branwell.